# Shorttrack op de Aziatische Winterspelen 2011
Shorttrack was een onderdeel van de Aziatische Winterspelen 2011 in Astana in Kazachstan. De wedstrijden werden gereden in de Saryarka Velodrome (normaal een wielerbaan) en waren van 31 januari tot en met 2 februari 2011.

## Medaillespiegel
| Plaats | Land       | Goud | Zilver | Brons | Totaal |
| ------ | ---------- | ---- | ------ | ----- | ------ |
| 1      | Zuid-Korea | 4    | 4      | 1     | 9      |
| 2      | China      | 4    | 1      | 2     | 7      |
| 3      | Japan      | 0    | 3      | 3     | 6      |
| 4      | Kazachstan | 0    | 0      | 2     | 2      |

## Resultaten

### Mannen

#### 500 meter
| Nr.    | Naam              | Land  | Tijd   |
| ------ | ----------------- | ----- | ------ |
| Goud   | Liang Wenhao      | China | 41,983 |
| Zilver | Takahiro Fujimoto | Japan | 42,124 |
| Brons  | Ryosuke Sakazume  | Japan | 42,543 |

#### 1000 meter
| Nr.    | Naam           | Land       | Tijd     |
| ------ | -------------- | ---------- | -------- |
| Goud   | Song Weilong   | China      | 1.29,353 |
| Zilver | Daisuke Uemura | Japan      | 2.00,916 |
| Brons  | Sung Si-bak    | Zuid-Korea | 2.41,236 |

#### 1500 meter
| Nr.    | Naam        | Land       | Tijd     |
| ------ | ----------- | ---------- | -------- |
| Goud   | Noh Jin-kyu | Zuid-Korea | 2.18,998 |
| Zilver | Um Cheon-ho | Zuid-Korea | 2.19,337 |
| Brons  | Liu Xianwei | China      | 2.19,622 |

#### 5000 meter aflossing
| Nr.    | Land       | Namen                                                                                          | Tijd     |
| ------ | ---------- | ---------------------------------------------------------------------------------------------- | -------- |
| Goud   | Zuid-Korea | Kim Byeong-jun, Lee Ho-suk, Noh Jin-kyu, Sung Si-bak, Um Cheon-ho                              | 6.44,705 |
| Zilver | Japan      | Takahiro Fujimoto, Ryosuke Sakazume, Yuzo Takamido, Daisuke Uemura                             | 6.54,268 |
| Brons  | Kazachstan | Fedor Andrejev, Abzal Azjgalijev, Aidar Bekzjanov, Artur Sultangalijev, Nurbergen Zhumagazijev | 7.06,225 |

### Vrouwen

#### 500 meter
| Nr.    | Naam        | Land  | Tijd   |
| ------ | ----------- | ----- | ------ |
| Goud   | Liu Qiuhong | China | 43,964 |
| Zilver | Fan Kexin   | China | 44,070 |
| Brons  | Yui Sakai   | Japan | 44,399 |

#### 1000 meter
| Nr.    | Naam          | Land       | Tijd     |
| ------ | ------------- | ---------- | -------- |
| Goud   | Park Seung-hi | Zuid-Korea | 1.33,343 |
| Zilver | Cho Ha-ri     | Zuid-Korea | 1.33,622 |
| Brons  | Liu Qiuhong   | China      | 1.33,903 |

#### 1500 meter
| Nr.    | Naam          | Land       | Tijd     |
| ------ | ------------- | ---------- | -------- |
| Goud   | Cho Ha-ri     | Zuid-Korea | 2.38,442 |
| Zilver | Park Seung-hi | Zuid-Korea | 2.38,621 |
| Brons  | Biba Sakurai  | Japan      | 2.38,724 |

#### 3000 meter aflossing
| Nr.    | Land       | Namen                                                                  | Tijd     |
| ------ | ---------- | ---------------------------------------------------------------------- | -------- |
| Goud   | China      | Fan Kexin, Liu Qiuhong, Zhang Hui, Zhao Nannan, Zhou Yang              | 4.23,800 |
| Zilver | Zuid-Korea | Cho Ha-ri, Hwang Hyun-sun, Kim Dam-min, Park Seung-hi, Yang Shin-young | 4.30,010 |
| Brons  | Kazachstan | Xenia Motova, Anna Samarina, Inna Simonova, Darja Volokitina           | 4.32,011 |

Alpineskiën · 
Bandy · 
Biatlon · 
Freestyleskiën · 
IJshockey · 
Kunstrijden · 
Langlaufen · 
Schaatsen · 
Shorttrack · 
Schansspringen · 
Ski-alpinisme
1986 Sapporo · 
1990 Sapporo · 
1996 Harbin · 
1999 Gangwon-do · 
2003 Aomori · 
2007 Changchun · 
2011 Astana · 
2017 Sapporo · 
2025 Harbin